# The New World
The New World ist ein Spielfilm des US-amerikanischen Regisseurs Terrence Malick aus dem Jahr 2005.
Der Abenteuerfilm basiert auf einem Original-Drehbuch Malicks, bei dem er sich von der bekannten Legende um Pocahontas inspirieren ließ. Die Hauptrollen spielten Q’orianka Kilcher und Colin Farrell. Der Film wurde unter anderem vom Filmstudio New Line Cinema produziert und startete offiziell am 25. Dezember 2005 in den USA. Der deutsche Kinostart war am 2. März 2006.

## Handlung
Nordamerika, um 1607: An einem Frühlingstag im April erreichen drei englische Schiffe mit insgesamt 103 Männern an Bord die Ostküste Nordamerikas. Im Auftrag der königlich beurkundeten Virginia Company sollen die Männer aus dem fernen England einen kulturellen, religiösen und wirtschaftlichen Stützpunkt an der Küste gründen, die sie als Beginn der Neuen Welt sehen. Das Flaggschiff der Flottille ist die Susan Constant. Unter Deck der Brigg befindet sich der rebellische 27 Jahre alte John Smith. In Ketten gelegt erwartet er wegen Gehorsamsverweigerung sein Todesurteil, das vollstreckt werden soll, sobald das Schiff Land erreicht hat. Der talentierte Smith ist bei den Männern zu beliebt, als dass man ihn hängen könnte, und er wird von Captain Christopher Newport begnadigt, als die Susan Constant vor der Küste Anker wirft. Captain Newport ist sich sicher, dass er in der unbekannten Wildnis auf jeden leistungsfähigen Mann angewiesen ist.
Die Siedler betreten das fremde Land und gründen die Siedlung Jamestown zu Ehren ihres Königs James I. von England. Zunächst entwickeln sich freundschaftliche Beziehungen zu den amerikanischen Ureinwohnern unter Häuptling Powhatan. Doch Missverständnisse wegen der sprachlichen und kulturellen Barrieren lassen bald Spannungen aufkommen, die immer stärker werden und zu ersten Kämpfen führen. John Smith sucht dagegen Unterstützung bei den Angehörigen des Stammes der Algonquian, wird aber von Kriegern gefangen genommen und als Gefangener zu dem Häuptling gebracht. Gerade als er zur Warnung für die anderen Engländer erschlagen werden soll, stellt sich ein junges Mädchen zwischen Smith und seinen Henker. Das Mädchen namens Pocahontas ist die jüngste Tochter des Häuptlings, sie kann ihren Vater überreden, Smith zu verschonen. Smith lernt daraufhin die friedliche Lebensweise der Ureinwohner kennen und verbringt immer mehr Zeit mit Pocahontas, schließlich verlieben sich beide ineinander. Diese Beziehung beunruhigt Häuptling Powhatan zusehends.
Nach Wintereinbruch kehrt John Smith zusammen mit einer Gruppe aus Pocahontas’ Dorf nach Jamestown zurück, um den hungrigen Männern der Virginia Company Nahrung zu bringen. Doch schnell kommt wegen der Unbeherrschtheit einiger Engländer wieder Streit auf, der schließlich in einen blutigen Kampf mit vielen Toten eskaliert. Weil Pocahontas Smith und seinen Männern während des harten Winters mit Lebensmitteln ausgeholfen hat, schickt der Häuptling seine Tochter zu ihrem Onkel in den Norden ins Exil. Dort wird sie gegen einen Kupferkessel an die Männer von Jamestown verkauft. Diese führen sie als Geisel vor, um von ihrem Vater ein Ende der Angriffe auf die Siedlung zu erzwingen. John Smith erhält einen neuen Expeditionsauftrag, er muss die Kolonie und somit auch Pocahontas verlassen. Diese wird in dem Glauben gelassen, Smith sei bei der Überfahrt gestorben, was sie in tiefe Traurigkeit stürzt.
Mit jedem neuen Schiffsbesuch stabilisiert sich die Kolonie weiter und wächst allmählich. Pocahontas übernimmt immer mehr die Lebensweise der Engländer, lernt sogar Lesen und Schreiben und wird schließlich auf den Namen „Rebecca“ getauft. Einige Monate später akzeptiert sie den Heiratsantrag des Plantagenbesitzers John Rolfe. Zusammen betreiben sie Tabakanbau und bekommen bald Nachwuchs: ihren einzigen Sohn Thomas.
Nach einigen Jahren erfährt Pocahontas zufällig, dass John Smith keineswegs gestorben ist, was sie an ihrer Ehe zweifeln lässt. Als Rolfe mit seiner Familie zu reichen Verwandten nach England eingeladen wird, kommt ihr das gerade gelegen und sie sagen zu. Sie leben dort in einem Schloss mit einem großen Park. „Lady Rebecca“ wird in London das Stadtgespräch, auch in den Kreisen des Adels. Sie wird sogar an den Königshof eingeladen, wo König James sich von ihr aus Amerika mitgebrachte Tiere zeigen lässt. Sie selbst staunt vor allem über die großen Häuser aus Stein, die bunten Glasfenster in den Kirchen und auch die Musik, die sie bei den Empfängen hört. Noch einmal trifft Pocahontas auf John Smith, entscheidet sich aber, ihrem Mann treu zu bleiben. Gemeinsam planen Rolfe und sie die Rückkehr nach Virginia. Doch kurz vor der geplanten Abfahrt erkrankt sie schwer und stirbt. Rolfe tritt die Reise allein mit seinem Sohn Thomas an.

## Entstehungsgeschichte
Der Film basiert auf der (historisch nicht belegten) Liaison zwischen dem Abenteurer John Smith (1580–1631) und Pocahontas (1595–1617), einer Mittlerin zwischen den Stämmen der Algonkin-Konföderation und den englischen Kolonisten. Regisseur Terrence Malick ließ sich von diesem Stoff inspirieren und wählte eine eigene Interpretation des Stoffes. Die Hauptrolle des John Smith wurde mit dem irischen Schauspieler Colin Farrell besetzt. Die Rolle der Pocahontas wurde nach einer intensiven internationalen Suche mit Q’orianka Kilcher besetzt, einer 1990 in Deutschland geborenen Tochter eines Vaters, der dem südamerikanischen Huachipaeri und Quechua-Stamm entstammt. Ihre Mutter ist eine Schweizerin, die in Alaska aufwuchs. Neben der Schauspielbesetzung, zu der u. a. Christian Bale und Christopher Plummer gehören, gesellten sich auch Kameramann Emmanuel Lubezki (Sleepy Hollow), Kostümdesignerin Jacqueline West (Die Liga der außergewöhnlichen Gentlemen) und Produktionsdesigner Jack Fisk, mit dem Terrence Malick bereits an seinem vorangegangenen Film Der schmale Grat (1998) zusammenarbeitete.
Die Dreharbeiten von The New World begannen am 26. Juli 2004 an Original-Schauplätzen in und um Jamestown, Virginia. Die Produktionskosten werden auf eine Höhe von 30 Mio. US-Dollar geschätzt. The New World ist der erste Film seit 1997, der u. a. auf 65-mm-Film gedreht wurde. Im Gegensatz zum 35-mm-Standardmaterial kann der 65-mm-Film eine mehr als dreimal so große Bildfläche bespielen und hat damit mehr Detailreichtum und Spielraum für stärkere Vergrößerungen, ist also für größere Leinwände geeignet. Das Bildseitenverhältnis ähnelt mit 2,2:1 dem des breitwandigen Cinemascope, ohne Anamorphot-Objektive einsetzen zu müssen.
Der Film sollte ursprünglich offiziell im November 2005 in den US-Kinos anlaufen, wurde dann aber verschoben und startete erst am 25. Dezember 2005 in ausgewählten Kinos. In Deutschland lief Terrence Malicks Film am 2. März 2006 an. Der Film gehörte in Kritikerkreisen zum erweiterten Favoritenkreis für die 78. Oscar-Verleihung, fand aber bei wichtigen Filmpreisen wie etwa dem Golden Globe Award oder dem British Academy Film Award keine Berücksichtigung.
Hanns-Georg Rodek (Die Welt) zufolge wurden aus der zweieinhalbstündigen Premierenfassung als kommerzieller Kompromiss 15 ruhigere Minuten entfernt. Eine dreistündige DVD-Fassung sei „versprochen“. Die längste Schnittfassung The New World – The Extended Cut von 172 Minuten Dauer ist in den Vereinigten Staaten und Kanada bereits erhältlich (Regionalcode 1).

## Sonstiges
Für Aufruhr bei den Dreharbeiten sorgten die intensiven Kussszenen zwischen Hauptdarsteller Colin Farrell, der zum Zeitpunkt der Dreharbeiten 28 Jahre alt war, und seiner vierzehn Jahre jüngeren Filmpartnerin Q’orianka Kilcher. Die Anwälte der Produktionsfirma befürchteten, dass die Szenen gegen das Gesetz für Kinderpornografie verstoßen könnten. So wurden die Sequenzen noch einmal nachgedreht und Kilcher wurde durch eine andere, erwachsene Schauspielerin ersetzt.
Für den Abenteuerfilm verschob Regisseur Terrence Malick sein Filmprojekt Che um ein Jahr. Später stieg Malick aus dem geplanten Biopic über Che Guevara aus und überließ die Regie seinem amerikanischen Landsmann Steven Soderbergh.
Für Nebendarsteller Christian Bale ist Malicks The New World nicht die erste Begegnung mit der Legende um Pocahontas. 1995 synchronisierte Bale den englischen Matrosen Thomas in dem Disney-Zeichentrickfilm Pocahontas.
In seiner 35-jährigen Karriere ist The New World nach dem Kurzfilm Lanton Mills (1969) und den Spielfilmen Badlands – Zerschossene Träume (1973), In der Glut des Südens (1978) und Der schmale Grat (1998) erst die fünfte Regiearbeit von Terrence Malick.
In einer Sequenz wird der ausgestorbene Karolinasittich per Computeranimation zum Leben erweckt.
Sowohl die Eingangs- als auch die Schlussszenen des Films sind mit dem Vorspiel zu Richard Wagners Oper „Das Rheingold“ unterlegt, die Melodie klingt auch mehrmals begleitend zur Handlung auf.

## Kritiken
Der Film erhielt überwiegend positive Kritiken. Rotten Tomatoes zählte 116 positive und 70 negative Rezensionen. Metacritic zählte 27 positive, 11 gemischte und keine negativen Veröffentlichungen. Auf der Seite der Internet Movie Database wurde bei 80.029 Nutzern die gewichtete Durchschnittsnote 6,7 von 10 ermittelt.

„Eine bewegende, dennoch langsam fortschreitende Untersuchung des Pocahontas-Mythos.“

„Die Engländer bauen ein Fort im Matsch, die Indianer sehen irritiert zu; bald wird man einander an die Gurgel gehen. Das Liebespaar tollt währenddessen durch den Wald, betatscht einander (aber nur im Gesicht, denn die Pocahontas-Darstellerin Kilcher war zur Drehzeit erst 14), freut sich an der prächtigen Natur und monologisiert schwer erhaben vor sich hin. Nur gesungen wird, anders als in Disneys Zeichentrickfassung (1995), leider nicht. Stattdessen dröhnen Richard Wagners ‚Rheingold‘-Vorspiel und James Horners Fanfarenkitsch von der Tonspur, dass halb Virginia wackelt. Nix wie weg!“

„Terrence Malick erzählt die historische Begegnung des englischen Kolonisten John Smith und der jungen Indianerin Pocahontas (1607) in elegischen Szenenfolgen von singulärer Bildkraft und Poesie. Hinter der individuellen Geschichte entdeckt er das Drama der Welt und der Zivilisation, symbolisiert in der mythischen Schicksalhaftigkeit des Zusammenpralls der ‚alten‘ und der ‚neuen Welt‘. Ein hoch sensibler Film, in dem Kamera, Schnitt und Musik eine ebenso große Rolle spielen wie die Darsteller.“

## Auszeichnungen
Bei der Verleihung der Online Film Critics Society Awards war der Film in drei Kategorien nominiert, während bei der Oscar-Verleihung am 5. März 2006 Emmanuel Lubezki für seine Kameraarbeit nominiert wurde.
- National Board of Review (2005): Beste Nachwuchsdarstellerin (Q’orianka Kilcher)
- Oscar (2006): Nominiert in der Kategorie Beste Kamera
- Broadcast Film Critics Association Awards (2006): Nominierungen in den Kategorien Beste Nachwuchsdarstellerin (Q’orianka Kilcher) und Beste Filmmusik
- Online Film Critics Society Awards (2006): Nominierungen in den Kategorien Beste Nachwuchsdarstellerin (Q’orianka Kilcher), Beste Filmmusik und Beste Kamera

2016 belegte The New World bei einer Umfrage der BBC zu den 100 bedeutendsten Filmen des 21. Jahrhunderts den 39. Platz.